# Скијашко трчање на Зимским олимпијским играма 1952.
Такмичење у скијашком трчању на Зимским олимпијским играма 1952. у Ослу одржано је у Олимпијском комплексу Холменколен који се налази у близини Осла. Први пут се на зимским олимпијским играма такмиче жене у дисциплини 10 километара класичан стил, а на Светском првенству 1954. године мушкарци се као и на Зимским олимпијским играма 1948. такмиче у три дисциплине 18, 50 и штафети 4 × 10 километара. Такмичења су одржана између 15. и 28. фебруара 1952. У такмичењу је учествовало 138 такмичара из 19 земаља, то јест 118 мушкараца и 20 жена.
На овим олимпијским играма као и на претходним доминирали су такмичари из скандинавских земаља, с тим што је примат од Шведске преузела Финска која је од укупно 12 освојила 8 медаља.

## Дисциплине
На играма у Ослу 1952. биле су укупно четири дисциплине у скијашком трчању, три мушке и једна женска.
| Мушкарци                         | Жене                       |
| -------------------------------- | -------------------------- |
| 18 км класично појединачно       | 10 км класично појединачно |
| Појединачни старт класично 50 км |                            |
| Штафета 4 x 10 км                |                            |

## Распоред такмичења
| Датум                      | Старт | Финиш | Дисциплина                                |
| -------------------------- | ----- | ----- | ----------------------------------------- |
| Понедељак 18. фебруар 1952 | 11:00 | 11:50 | 18 км класично појединачно мушкарци       |
| Среда 20. фебруар 1952     | 10:00 | 10:50 | Појединачни старт класично 50 км мушкарци |
| Субота 23. фебруар 1952    | 10:00 | 11:15 | 10 км класично појединачно жене           |
| Субота 23. фебруар 1952    | 12:00 | 14:00 | Штафета 4 x 10 км мушкарци                |

## Земље учеснице
| - Аустралија (2) - Аустрија (10) - Бугарска (6) - Чехословачка (3) - Италија (11) - Исланд (6) - Јапан (2) | - Југославија} (2) - Канада (2) - Мађарска (2) - Немачка (9) - Норвешка (15) - Финска (17) - Француска (8) | - Пољска (1) - Румунија (9) - Сједињене Америчке Државе (7) - Швајцарска (9) - Шведска (15) |

- У загради се налази број спортиста који се такмиче за ту земљу

### Мушкарци
| Дисциплина               | Злато                                                             | Злато   | Сребро                                                                         | Сребро  | Бронза                                                                   | Бронза  |
| ------------------------ | ----------------------------------------------------------------- | ------- | ------------------------------------------------------------------------------ | ------- | ------------------------------------------------------------------------ | ------- |
| 18 км класично детаљи    | Халгејр Бренден · Норвешка                                        | 1:01:34 | Тапио Мекеле · Финска                                                          | 1:02:09 | Паво Лонкила · Финска                                                    | 1:02:20 |
| 50 км класично детаљи    | Вејко Хакулинен · Финска                                          | 3:33:33 | Еро Колехмајнен · Финска                                                       | 3:38:11 | Магнар Естенстад · Норвешка                                              | 3:38:28 |
| 4 x 10 км штафета детаљи | Финска · Хејки Хасу · Паво Лонкила · Урпо Корхонен · Тапио Мекеле | 2:20:16 | Норвешка · Магнар Естенстад · Микал Ћиркхолт · Мартин Стокен · Халгејр Бренден | 2:23:13 | Шведска · Nils Täpp · Сигурд Андерсон · Енар Јосефсон · Мартин Лундстрем | 2:24:13 |

### Жене
| Дисциплина            | Злато                   | Злато | Сребро                     | Сребро | Бронза                 | Бронза |
| --------------------- | ----------------------- | ----- | -------------------------- | ------ | ---------------------- | ------ |
| 10 км класично детаљи | Лидија Видеман · Финска | 41:40 | Мирја Хијетамијес · Финска | 42:39  | Сири Рантанен · Финска | 42:50  |

### Биланс медаља
| Медаље земље домаћина |

| Ранг | Држава     | Злато | Сребро | Бронза | Укупно |
| 1    | Финска     | 2     | 2      |        | 5      |
| 2    | Норвешка   | 1     | 1      | 1      | 3      |
| 3    | Шведска    | 0     | 0      | 1      | 1      |
|      | Укупно (3) | 3     | 3      | 3      | 9      |

| Ранг | Држава     | Злато | Сребро | Бронза | Укупно |
| 1    | Финска     | 1     | 1      | 1      | 3      |
|      | Укупно (1) | 1     | 1      | 1      | 3      |

## Биланс медаља укупно
| Ранг | Држава     | Злато | Сребро | Бронза | Укупно |
| 1    | Финска     | 3     | 1      | 0      | 4      |
| 2    | Норвешка   | 1     | 1      | 1      | 3      |
| 3    | Шведска    | 0     | 0      | 1      | 1      |
|      | Укупно (3) | 4     | 4      | 4      | 12     |